# Daniel Lindemann

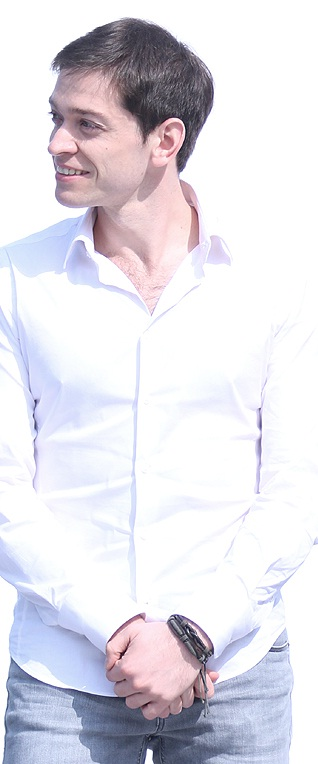
Daniel Lindemann, 2014

Daniel Jakob Lindemann (* 16. Oktober 1985 in Langenfeld) ist ein deutscher Schauspieler, der hauptsächlich aus dem südkoreanischen Fernsehen bekannt ist.

## Leben und Karriere
Nach der Schule lernte Lindemann in seiner Jugend Taekwondo und studierte anschließend Koreanistik in Bonn. Im Jahr 2008 ging er erstmals als Austauschstudent nach Südkorea, wo er später auch seine Masterarbeit schrieb.
Von 2014 bis 2016 trat Lindemann in der Talkshow Non-Summit (Ungewöhnliches Gipfeltreffen) des südkoreanischen Kabelsenders JTBC auf. In der Show geht es darum, dass mehrere Männer aus verschiedenen Ländern auf Koreanisch über ihre Heimatländer diskutieren. Daneben spielte Lindemann in dem Ableger Wo Freunde zu Hause sind mit. 2016 gab Lindemann in der Fernsehserie Moorim School sein Schauspieldebüt. Im gleichen Jahr spielte Lindemann in der Fernsehserie Happy Home mit. Im Dezember 2015 war Lindemann bei Taff in einer Wochenserie über Deutsche in Seoul zu sehen.
Lindemann spielt Klavier und veröffentlichte im Oktober 2017 mit Esperance sein erstes Studioalbum.
Im Februar 2018 war Lindemann während der Olympischen Winterspiele in Pyeongchang in der ARD-Sportschau zu Gast und co-moderierte die Eröffnungsfeier.

## Diskografie
Studioalben
- 2017: Esperance (Erstveröffentlichung: 25. Oktober 2017)

Singles
- 2018: Serenade (Erstveröffentlichung: 6. Juli 2018)

## Filmografie
Fernsehauftritte
- 2012: In Depth 21
- 2014–2016: Ungewöhnliches Gipfeltreffen
- 2015: Wo Freunde zu Hause sind
- 2016: Moorim School
- 2016: Happy Home
- 2015: taff
- 2017: Willkommen, das erste Mal in Südkorea
- 2018: Sportschau

Videos
- 2018: Seungri feat. Mino – Where R U From (Musikvideo)